# Leoninus (verstan)
Kékek az alkonyi dombok, elülnek a szürke galambok

hallgat az esteli táj, ballag a kései nyáj.

Villám; távoli dörgés; a faluban kocsizörgés

gyűl a vihar serege: még lila s már fekete.

Éjre csukódnak az aklok, jönnek az éjjeli baglyok

csöndben a törpe tanyák, félnek az édesanyák.

Sápad a kék hegytábor, fátyola távoli zápor;

szél jön; csattan az ég; porban a púszta vidék.

Szép est a szerelemre: jövel kegyesem kebelemre;

sír és fél a világ: jer velem, árva virág!

Mikor ölembe kaplak, zörren az üveges ablak

hajtsd a szivemre fejed; künn az eső megered.

Sűrün csillan a villám; bús szemed isteni csillám.

Míg künn csattan az ég, csókom az ajkadon ég.

Ó bár gyújtana minket, egy hamuvá teteminket

a villám, a vihar: boldog az, igy aki hal.
(Babits Mihály: Új leoninusok)
A leoninus rímes-időmértékes versforma. Olyan disztichon, amelyben a verssor közepe rímel a verssor végével. Tágabb értelemben, minden rímekkel ellátott antik időmértékes versforma.
A bizánci költészetben fejlődött ki, amikor ez a késői görög költészet keleti hatások folytán megismerte a rímelést.

## A magyar irodalomban
A magyar disztichon rímes változata a 16. században jelent meg a fiatal Heltai Gáspár csízióiban (1592).
A leoninus műfaji, esztétikai szerepe sokáig jelentéktelen volt, az idők folyamán ez a helyzete alig változott. A felvilágosodás idejében rangos költőink - rövid ideig tartó ingadozás után - szinte hadat üzentek ennek a formának.
A 18. században a legnevezetesebb magyar alkalmazója Gyöngyössy János és Édes Gergely (1763-1847) voltak, akik kedvelték ezt a  formát, sok leoninust írtak.
Babits Mihály Új leoninusok című verse modern változata a versformának, ám korszakot nem nyitott.
„Kékek az alkonyi dombok, elülnek a szürke galambok

hallgat az esteli táj, ballag a kései nyáj.”

Babits Mihály: Új leoninusok (részlet)